# Saprinus secchi
Saprinus secchi är en skalbaggsart som beskrevs av Théry in Théry, Gomy och Dégallier 2009. Saprinus secchi ingår i släktet Saprinus och familjen stumpbaggar. Inga underarter finns listade i Catalogue of Life.